# Italia en los Juegos Paralímpicos de París 2024
Italia estuvo representada en los Juegos Paralímpicos de París 2024 por un total de 135 deportistas, 68 mujeres y 67 hombres.

## Medallistas
El equipo paralímpico italiano obtuvo las siguientes medallas:
| Nombre                                                        | Deporte                    | Evento                                       |
| ------------------------------------------------------------- | -------------------------- | -------------------------------------------- |
| Oro                                                           |                            |                                              |
| Martina Caironi                                               | Atletismo                  | 100 m T63 femenino                           |
| Assunta Legnante                                              | Atletismo                  | Peso F12 femenino                            |
| Oney Tapia                                                    | Atletismo                  | Disco F11 masculino                          |
| Rigivan Ganeshamoorthy                                        | Atletismo                  | Disco F52 masculino                          |
| Fabrizio Cornegliani                                          | Ciclismo en ruta           | Contrarreloj H1 masculino                    |
| Monica Boggioni                                               | Natación                   | 50 m braza SB3 femenino                      |
| Giulia Ghiretti                                               | Natación                   | 100 m braza SB4 femenino                     |
| Carlotta Gilli                                                | Natación                   | 100 m mariposa S13 femenino                  |
| Carlotta Gilli                                                | Natación                   | 200 m estilos SM13 femenino                  |
| Stefano Raimondi                                              | Natación                   | 100 m braza SB9 masculino                    |
| Stefano Raimondi                                              | Natación                   | 100 m libre S10 masculino                    |
| Stefano Raimondi                                              | Natación                   | 100 m mariposa S10 masculino                 |
| Stefano Raimondi                                              | Natación                   | 200 m estilos SM10 masculino                 |
| Simone Barlaam                                                | Natación                   | 50 m libre S9 masculino                      |
| Simone Barlaam                                                | Natación                   | 100 m mariposa S9 masculino                  |
| Alberto Amodeo                                                | Natación                   | 100 m mariposa S8 masculino                  |
| Alberto Amodeo                                                | Natación                   | 400 m libre S8 masculino                     |
| Antonio Fantin                                                | Natación                   | 100 m libre S6 masculino                     |
| Francesco Bocciardo                                           | Natación                   | 200 m libre S5 masculino                     |
| Federico Bicelli                                              | Natación                   | 400 m libre S7 masculino                     |
| Xenia Palazzo Stefano Raimondi Giulia Terzi Simone Barlaam    | Natación                   | 4 × 100 m libre (34 ptos.) mixto             |
| Giada Rossi                                                   | Tenis de mesa              | Individual WS1-2 femenino                    |
| Matteo Parenzan                                               | Tenis de mesa              | Individual MS6 masculino                     |
| Elisabetta Mijno Stefano Travisani                            | Tiro con arco              | Recurvo por equipos clase abierta mixto      |
| Plata                                                         |                            |                                              |
| Assunta Legnante                                              | Atletismo                  | Disco F11 femenino                           |
| Martina Caironi                                               | Atletismo                  | Salto de longitud T63 femenino               |
| Maxcel Amo Manu                                               | Atletismo                  | 100 m T64 masculino                          |
| Luca Mazzone                                                  | Ciclismo en ruta           | Contrarreloj H2 masculino                    |
| Federico Mestroni Luca Mazzone Mirko Testa                    | Ciclismo en ruta           | Relevo por equipos H1-5 mixto                |
| Sara Morganti                                                 | Deportes ecuestres         | Doma individual estilo libre «grado I» mixto |
| Matteo Betti                                                  | Esgrima en silla de ruedas | Florete individual A masculino               |
| Carlotta Gilli                                                | Natación                   | 400 m libre S13 femenino                     |
| Efrem Morelli                                                 | Natación                   | 50 m braza SB3 masculino                     |
| Francesco Bettella                                            | Natación                   | 50 m espalda S1 masculino                    |
| Stefano Raimondi                                              | Natación                   | 100 m espalda S10 masculino                  |
| Antonio Fantin                                                | Natación                   | 400 m libre S6 masculino                     |
| Simone Barlaam                                                | Natación                   | 400 m libre S9 masculino                     |
| Veronica Yoko Plebani                                         | Triatlón                   | PTS2 femenino                                |
| Francesca Tarantello                                          | Triatlón                   | PTVI femenino                                |
| Bronce                                                        |                            |                                              |
| Monica Contrafatto                                            | Atletismo                  | 100 m T63 femenino                           |
| Lorenzo Bernard                                               | Ciclismo en pista          | Persecución individual B masculino           |
| Ana Maria Vitelaru                                            | Ciclismo en ruta           | Ruta H5 femenino                             |
| Luca Mazzone                                                  | Ciclismo en ruta           | Ruta H1-2 masculino                          |
| Mirko Testa                                                   | Ciclismo en ruta           | Ruta H3 masculino                            |
| Martino Pini                                                  | Ciclismo en ruta           | Contrarreloj H3 masculino                    |
| Sara Morganti                                                 | Deportes ecuestres         | Doma individual «grado I» mixto mixto        |
| Edoardo Giordan                                               | Esgrima en silla de ruedas | Sable individual A masculino                 |
| Beatrice Vio                                                  | Esgrima en silla de ruedas | Florete individual B femenino                |
| Loredana Trigilia Beatrice Vio Andreea Mogos Rossana Pasquino | Esgrima en silla de ruedas | Florete por equipos femenino                 |
| Donato Telesca                                                | Levantamiento de potencia  | –72 kg masculino                             |
| Giulia Terzi                                                  | Natación                   | 50 m mariposa S7 femenino                    |
| Giulia Terzi                                                  | Natación                   | 100 m libre S7 femenino                      |
| Giulia Terzi                                                  | Natación                   | 400 m libre S7 femenino                      |
| Carlotta Gilli                                                | Natación                   | 50 m libre S13 femenino                      |
| Carlotta Gilli                                                | Natación                   | 100 m espalda S13 femenino                   |
| Monica Boggioni                                               | Natación                   | 100 m libre S5 femenino                      |
| Monica Boggioni                                               | Natación                   | 200 m libre S5 femenino                      |
| Angela Procida                                                | Natación                   | 100 m espalda S2 femenino                    |
| Xenia Palazzo                                                 | Natación                   | 400 m libre S8 femenino                      |
| Alessia Scortechini                                           | Natación                   | 100 m libre S10 femenino                     |
| Vittoria Bianco                                               | Natación                   | 400 m libre S9 femenino                      |
| Manuel Bortuzzo                                               | Natación                   | 100 m braza SB4 masculino                    |
| Francesco Bettella                                            | Natación                   | 100 m espalda S1 masculino                   |
| Federico Bicelli                                              | Natación                   | 100 m espalda S7 masculino                   |
| Alberto Amodeo                                                | Natación                   | 100 m libre S8 masculino                     |
| Antonino Bossolo                                              | Taekwondo                  | –63 kg masculino                             |
| Carlotta Ragazzini                                            | Tenis de mesa              | Individual WS3 femenino                      |
| Federico Falco                                                | Tenis de mesa              | Individual MS1 masculino                     |
| Davide Franceschetti                                          | Tiro                       | Pistola 50 m SH1 mixto                       |
| Elisabetta Mijno                                              | Tiro con arco              | Recurvo individual clase abierta femenino    |
| Daila Dameno Paolo Tonon                                      | Tiro con arco              | Por equipos W1 mixto                         |